# Gastronomía de Franconia
La gastronomía de Franconia forma parte de las tradiciones culinarias de la región de Franconia (en alemán Franken) correspondiente originariamente a las tribus de los francones, su contacto directo hace que sea considerada como una parte de la cocina de Baviera, de la que recibe algunas influencias. En la actualidad ha cobrado carácter la cocina de la zona debido en parte a algunas especialidades famosas como, por ejemplo, las pequeñas Nürnberger Rostbratwurst (con su característico aroma a mejorana), cabe dercir que a pesar de ser una región con gran tradición cervecera posee en sus comarcas una las 13 regiones viticultoras de Alemania en lo que se denomina Franconia (región vinícola) con sus botellas características: las Bocksbeutel.

## Ingredientes

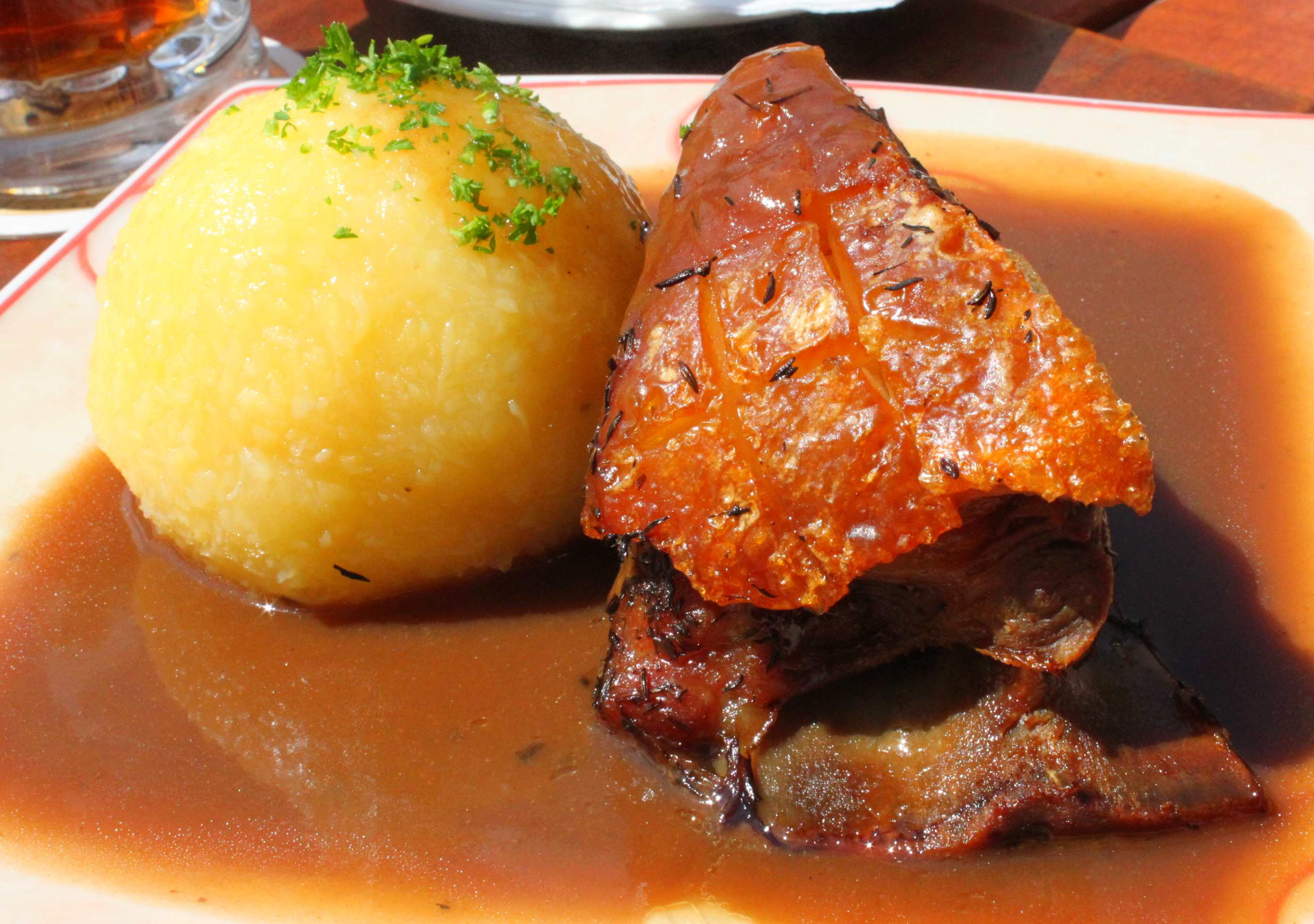
Schäuferla

Entre los productos existe abundante carne de cerdo, que es preparada de múltiples formas, un plato muy típico de la zona es el Schäuferla, elaborado con lapieza cercana al hombro del cerdo. Los demás preparados de carne son muy similares a los que se puedan encontrar en el resto de la cocina bávara. Existe un fränkische Sauerbraten similar al Rheinischer Sauerbraten que no emplea pasas en su elaboración y a la salsa sele añade Lebkuchen. Es muy apreciado en la zona el Schweinfurter Schlachtschüssel, un plato tradicional que recuerda las costumbres de matanza que existían anteriormente. 

### Embutidos

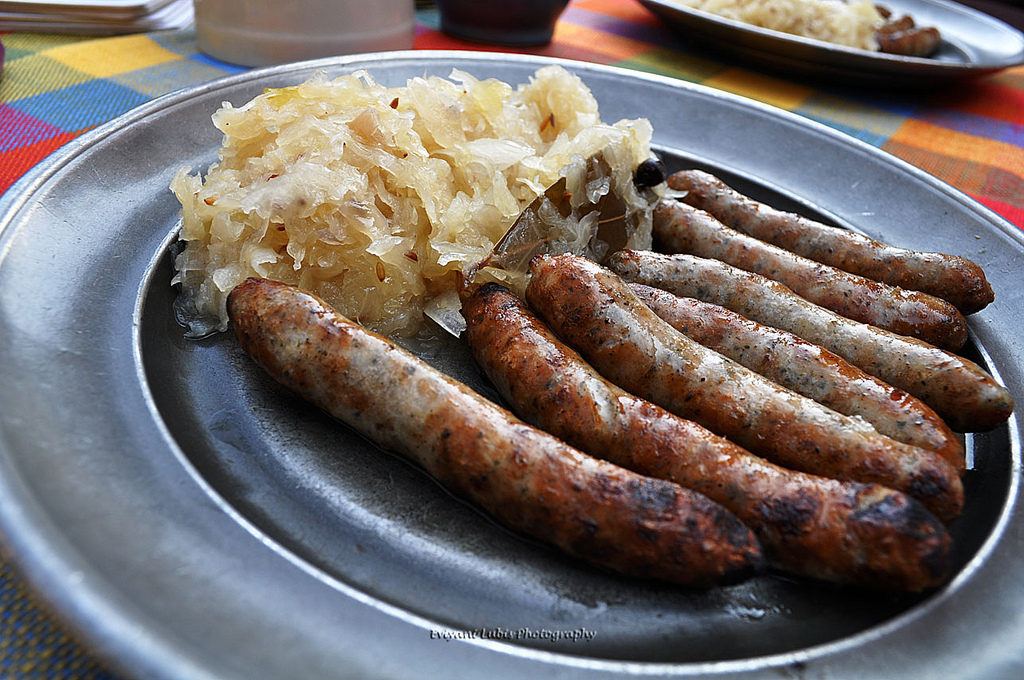
Nürnberger Bratwürste

El embutido más famoso de la región es la pequeña salchica denominada Nürnberger Rostbratwurst que suele tomarse asada y ponerse tres de ellas en un pan, a esta operación se la denomina: Drei im Weckla (Weckla es dialectal para Brötchen), es costumbre con estas salchichas en Franken y en el Oberpfalz cocerlas en agua con vinagre y alguna verdura, a la salchicha así cocida se la denomina: "Sauren Zipfel" o también "Blauen Zipfel". Durante el Brotzeit se prepara a veces el contenido de la salchicha extendido sobre un pan al que se le añade pimienta y cebolla, a este pan se le denomina "Ghäckbrot" o también "Ghacktsbrot" (de la palabra Gehacktes - carne picada) y se acompaña de una jarra de cerveza. 

### Pescado

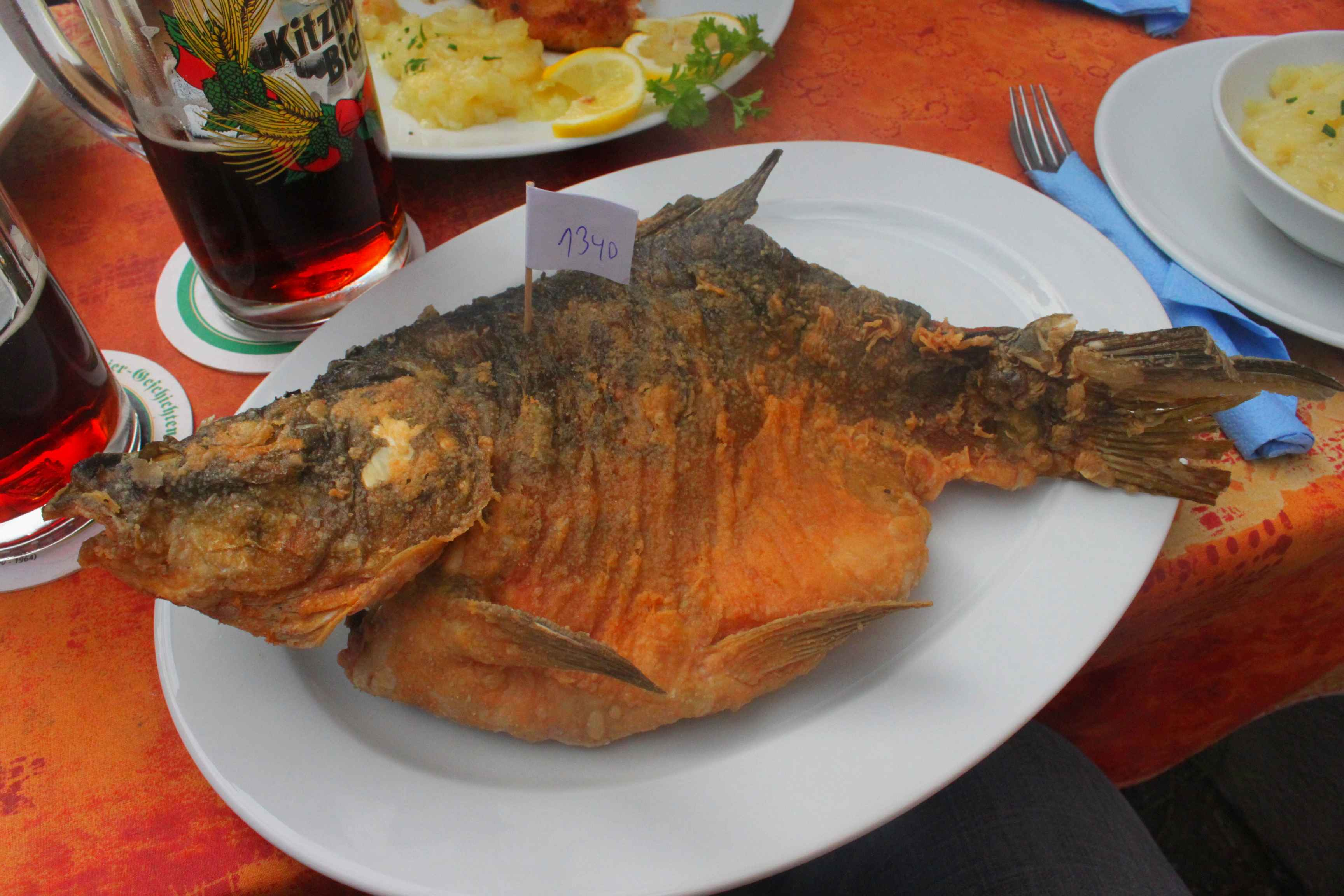
Aischgründer Karpfen

La ingesta de pescado es importante, existen algunos platos tradicionales basados en diferentes especies de carpas. Entre las regiones de Forchheim y Bad Windsheim en Aischgrund existen variedades de pescado (carpas) denominados: Aischgründer Spiegelkarpfen o la Mainkarpfen fränkisch. Se suelen preparar al horno o cocidos en vinagre ("azul" o "blau"), las mejores carpas se comen en los meses de otoño (septiembre hasta noviembre). Es muy popular además el consumo de truchas uno de los platos francones de pescado por excelencia es el Spessartforelle mit Mandelbutter (trucha con mantequilla de almendras).

### Acompañamientos
Los acompañamientos más típicos a los diferentes platos son los populares Knödel (bolas de patata) que se suelen comer tradicionalmente los lunes en rebanadas puestas sobre una sartén, existen algunas connombre propio de la región como las Fränkische Kartoffelklöße. Existen otras guarniciones como ensaladas, puré de patatas, Nürnberger Gwärch, etc. Las verduras son muy típicas entre los platos como acompañamiento, las más comunes son el Kohlrabi, las coles (Fränkischer Krautbraten), zanahorias, las cebollas (muy conocidas son las Bamberger Zwiebeln) aunque en la temporada de primavera son muy populares los espárragos de la zona del Knoblauchsland (tierra de los ajos). Las patatas ocupan un cierto protagonismo, existen como acompañamiento aunque hay platos únicos como el Fränkischer Kartoffelsalat. 
Entre las salsas más populares se encuentra el Kren elaborada a base de rábanos y que suele emplear para acompañar a los diferentes platos con carne, como por ejemplo el Tafelspitz.

## Bebidas

### Cerveza

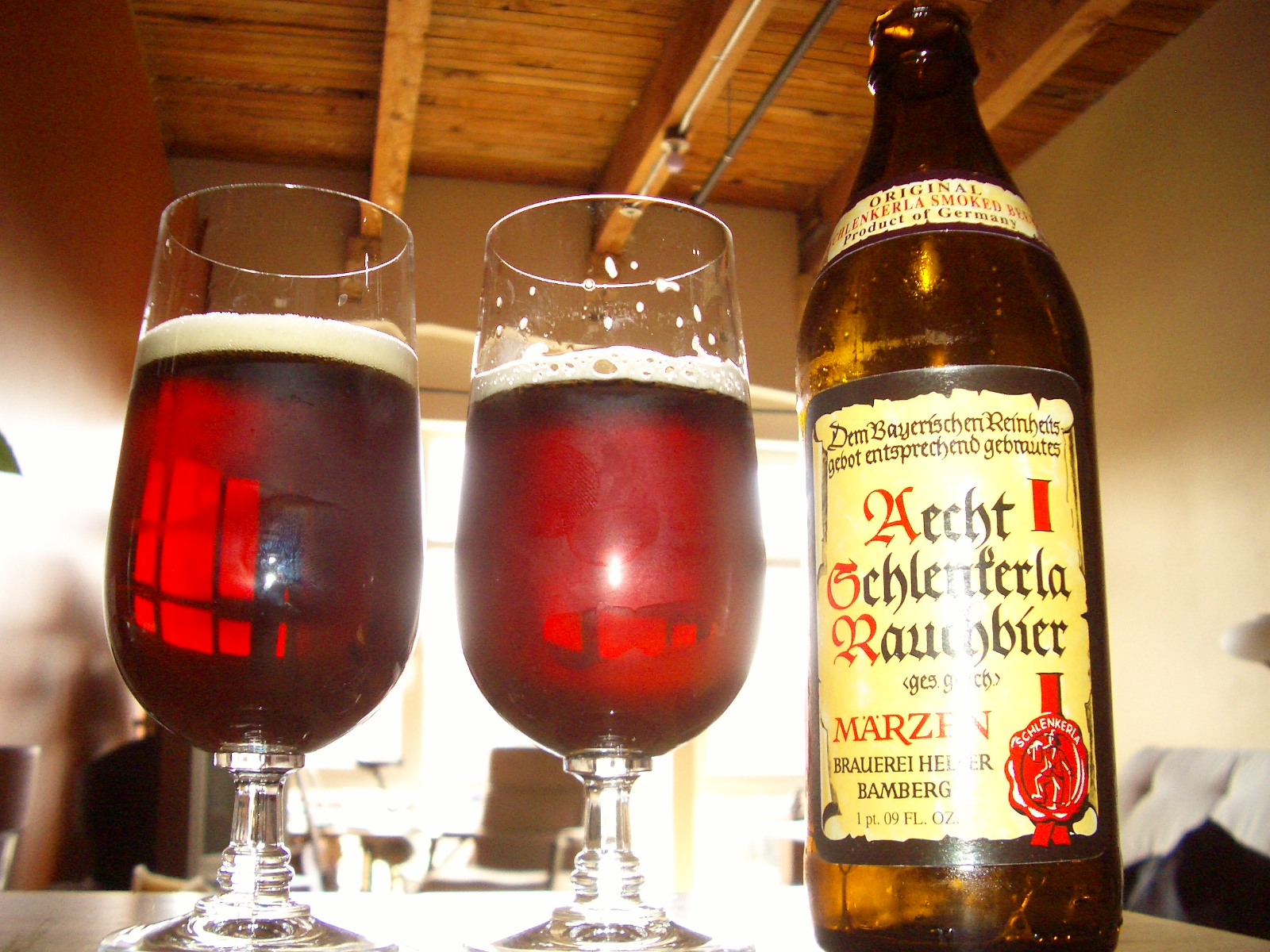
La producción de Rauchbier tiene su origen en Bamberg.

La producción de cerveza en Franconia es considerable, como ejemplo: sólo en Mittelfranken hay 50 industrias cerveceras (Brauerei) de un total de 500 en toda la región, el consumo de cerveza por habitante es elevado (siendo uno de los mayores per cápita en Alemania). Se suele tomar en biergarten y algunas veces en sótanos denominados "Felsenkeller", los expertos tradicionales elaboran su "Vesper" (Brotzeit) con un Maß (un litro de cerveza) o con Seidla (medio litro de cerveza)
Algunas de las marcas cerveceras más famosas son el Felsenbräu, Kulmbacher Brauerei, Brauerei Spezial, etc. 
Es muy popular en la zona de Bamberg una cerveza con sabor ahumado denominada: Rauchbier, se sirve en cervecerías tan famosas como la Schlenkerla. Otros tipos de cerveza populares en la zona son la Märzenbier.  La cerveza participa tanto en las actividades culinarias que existe además una sopa de cerveza denominada: Fränkische Biersuppe

### Vino

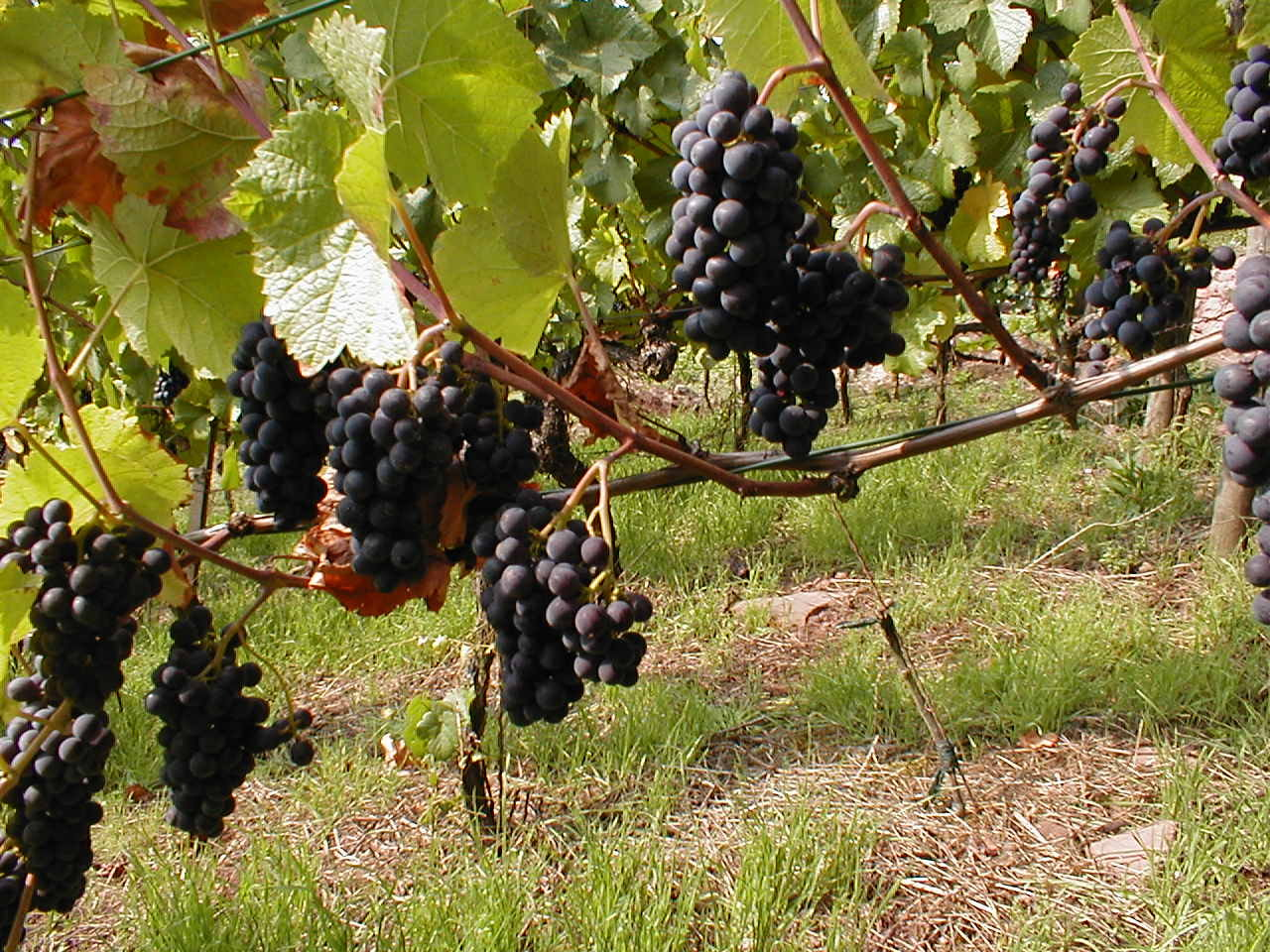
Cepas en Franken, entre Erlenbach y Klingenberg.

Bajo la denominación Franken se define a una comarca vinícola de Alemania, ubicada en la ribera del Mainz y cuyo centro productivo se localiza en la ciudad de Würzburg donde se encuentran los viñedos de Stein que dan nombre a la denominación "Steinwein". Existen muchas tradiciones culinarias en torno a celebración del recolección de la uva como la de servir Zwiebelkuchen (Fränkischer Zwiebelkuchen) acompañado del muy popular Federweißer (vino joven).